# Lobodillo salomonis
Lobodillo salomonis är en kräftdjursart som beskrevs av Albert Vandel1973. Lobodillo salomonis ingår i släktet Lobodillo och familjen Armadillidae. Inga underarter finns listade i Catalogue of Life.